# Starzing (Gemeinde Asperhofen)
Starzing ist eine Ortschaft und Katastralgemeinde der Marktgemeinde Asperhofen in Niederösterreich.

## Geografie
Das Straßendorf liegt 6 Kilometer südöstlich vom Asperhofen und ist über die Landesstraßen L2243 und L2244 erreichbar. Das Dorf ist landwirtschaftlich geprägt, besteht aus zahlreichen bäuerlichen Anwesen sowie einigen Einfamilienhäusern. Etwas südlich von Starzing befindet sich die Siedlung Starzing-Eichberg.

## Geschichte
Im Franziszeischen Kataster von 1821 ist Starzing mit einigen Gehöften verzeichnet. Laut Adressbuch von Österreich waren im Jahr 1938 in Starzing ein Bäcker, ein Baumeister, ein Binder, ein Gastwirt mit Gemischtwarenhandlung, ein Schneider und eine Schneiderin, ein Schuster und ein Viktualienhändler ansässig.